# Håkan Thörnström
Sven Håkan Thörnström, född 4 november 1967 i Oskar Fredriks församling i Göteborg, är en svensk kock och krögare.

## Biografi
Håkan Thörnström grundade 1997 restaurangen Thörnströms Kök i Göteborg som 2011 belönades med en stjärna i Guide Michelin, och som den behöll fram stängningen 2021. Han driver tillsammans med sin fru Anne restaurangen Thörnströms privata rum. Mellan 1989 till 1996 ingick han i svenska kocklandslaget. År 2013 vann han Kockarnas kamp.